# Daniel Marques
José Daniel Silva Marques, hay Daniel Marques (sinh ngày 28 tháng 9 năm 1987) là một cầu thủ bóng đá người Bồ Đào Nha thi đấu cho Famalicão.

## Sự nghiệp câu lạc bộ
Anh ra mắt chuyên nghiệp tại Giải bóng đá hạng nhất quốc gia Bồ Đào Nha cho Famalicão vào ngày 9 tháng 8 năm 2015 trong trận đấu trước Varzim.